# فارون هارون
فارون هارون (29 أكتوبر 1989 في الهند - ) هو لاعب كريكت هندي. شارك مع منتخب الهند الوطني للكريكت. أما مع النوادي، فقد لعب مع كلكتا نايت رايدرز وJharkhand cricket team ‏ ونادي مقاطعة دورهام للكريكت ‏ وبنجاب كينغز ودلهي كابيتالز.

## وصلات خارجية
- فارون هارون على موقع إي آس بي آن كريك إنفو (الإنجليزية)
- فارون هارون على موقع ويزدن الهند (الإنجليزية)